# Rai (San Polo di Piave)
Rai è l'unica frazione del comune di San Polo di Piave, in provincia di Treviso.

## Geografia fisica
Rai sorge al centro di un'area rurale ancora scarsamente urbanizzata, comprendendo la porzione settentrionale del territorio comunale. È un'area totalmente pianeggiante, con altitudini che variano dai 20 ai 30 m s.l.m. andando da sudest a nordovest.
Tra i corsi d'acqua si citano il fosso Borniola e il rio Piavesella, compresi nel bacino idrografico del Monticano.

## Monumenti e luoghi d'interesse

### Chiesa parrocchiale
Eretta nel 1650, è l'erede di una chiesetta intitolata ai Santi Nicolò e Maria Maddalena, citata nel 1544 come dipendenza della pieve di Vazzola. Divenne parrocchiale nel 1772 con la soppressione del convento dei carmelitani che gestivano la comunità. Ha subito numerosi interventi e restauri durante il secondo dopoguerra.

### Convento dei Carmelitani
Verso la metà del XVI secolo i Collalto costruirono, in prossimità della torre, una chiesetta dedicata all'Annunziata, affiancata da un piccolo convento che donarono ai carmelitani osservanti nel 1567 (motivo per cui la chiesa fu poi intitolata alla Madonna del Carmine). Il monastero funzionò sino al 1772, quando fu soppresso dal governo veneziano e fu istituita l'odierna parrocchia.

### Torre di Rai
Sorge isolata appena a nord del centro, ma in origine faceva parte di un complesso più vasto. Costruita su una motta artificiale alta 4-5 metri, si trovava in posizione strategica, presso la strada Ongaresca che collegava il guado sul Piave di Stabiuzzo a quello sul Livenza di Fontanelle.
Di probabili origini romane, il castello fu possedimento dei Patriarchi di Aquileia, degli Ezzelini e dei Caminesi per finire, dal 1358, ai Collalto. Nel 1411 cedette all'assedio degli Ungheri guidati da Pippo Spano.
L'edificio rimase pressoché intatto sino al 1918, ma fu distrutto dagli Austriaci in ritirata sul finire della Grande Guerra. Altri gravi danni furono provocati da un uragano nel 1925.

### Villa Bonotto, Contessotto
Il complesso, di origine settecentesca, sorge a sud della frazione ed è in grave stato di degrado.
Sul lato orientale (quello prospiciente la strada), una serie di edifici bassi disposti a "L" racchiudono una corte su cui si affaccia uno dei fronti della casa padronale. L'altra facciata è invece rivolto a un piccolo giardino abbandonato e ai resti del muro di cinta, interrotto da un cancello in ferro battuto.
La casa padronale, a pianta quadrata, culmina nella copertura a piramide con un pinnacolo di pietra. Le due facciate risultano simili, con le aperture disposte simmetricamente secondo il tradizionale schema tripartito.
Sulla strada si affaccia l'oratorio intitolato a Dio Figlio Liberatore; come si legge su una lapide ai piedi dell'altare, fu innalzato nel 1718 dagli Zuliani, proprietari della villa sino a pochi decenni fa.